# Сату-Ноу (Синпетру-де-Кимпіє, Муреш)
Сату-Ноу (рум. Satu Nou) — село у повіті Муреш в Румунії. Входить до складу комуни Синпетру-де-Кимпіє.
Село розташоване на відстані 295 км на північний захід від Бухареста, 32 км на північний захід від Тиргу-Муреша, 50 км на схід від Клуж-Напоки.

## Населення
За даними перепису населення 2002 року у селі проживали 244 особи. Рідною мовою 242 особи (99,2%) назвали румунську.
Національний склад населення села:
| Національність | Кількість осіб | Відсоток |
| -------------- | -------------- | -------- |
| румуни         | 236            | 96,7%    |
| цигани         | 5              | 2,0%     |